# Mochovce
Mochovce (Húngaro: Mohi) é uma antiga população na zona oeste da Eslováquia, bem conhecida por seu projeto de energia nuclear (48° 15' 45" N 18° 27' 15" E).
Está situado em Nitra (região), ao rededor de 14 km ao noroeste de Levice. Os habitantes da população foram recolocados e a pulação foi destruida para permitir sua ocupação pelo projeto de energia. Uma antiga igreja barroca e um cementério são as únicas estruturas que tem permanecido. Em oposisão, a construção do projeto de energia provocou nos anos 80, uma expansão econômica e demográfica próximo a cidade de Levice.